# Xestocephalus zambicus
Xestocephalus zambicus är en insektsart som beskrevs av Rauno E. Linnavuori 1979. Xestocephalus zambicus ingår i släktet Xestocephalus och familjen dvärgstritar. Inga underarter finns listade i Catalogue of Life.